# Moonflower
Moonflower è un doppio album in studio-dal vivo dei Santana, pubblicato nel 1977.

## Descrizione
I brani dal vivo si alternano a quelli registrati in studio. È considerato uno dei maggiori successi tra i fan del chitarrista, e forse il più importante album live del gruppo. Comprende un mix di latino, blues rock degli anni sessanta e degli anni settanta e di jazz-fusion che ha caratterizzato gli ultimi album.
I brani live sono stati registrati durante il tour in Europa di Festival, infatti ben tre brani di quest'ultimo sono presenti anche in Moonflower (tracce 2, 3 e 4).
Il brano "She's Not There", pubblicato in Moonflower, è una cover dell'originale brano dei The Zombies della metà degli anni sessanta che raggiunse la posizione # 27 nelle hit. Il brano raggiunse la Top 40 delle classifiche di Billboard, la terza posizione nei Paesi Bassi, la settima nelle Fiandre in Belgio e la nona in Nuova Zelanda, poiché il brano "No One To Depend On" raggiunse la posizione # 36 nel 1972. Moonflower raggiunse la posizione numero 10 nella classifica Billboard 200, la numero 2 nei Paesi Bassi e la numero 10 in Austria vincendo un disco di platino, l'ultimo fino alla pubblicazione di Supernatural nel 1999.

## Tracce
Le tracce sono  tratte dal vinile originale pubblicato il 17/10/1977 - CBS Italia 88272
1. Dawn / Go Within (Coster, Santana) - 2:44
2. Carnaval (Coster) – 2:17 (live)
3. Let the Children Play (Santana) – 2:37 (live)
4. Jugando (Santana) – 2:09 (live)
5. I'll Be Waiting (Santana) – 5:20
6. Zulu (Santana, Coster) – 3:25
7. Bahia (Santana, Coster) – 1:37
8. Black Magic Woman / Gypsy Queen (Peter Green, Gabor Szabo) – 6:32 (live)
9. Dance Sister Dance (Baila Mi Hermana) (Chancler, Coster, Rubinson) – 7:45 (live)
10. Europa (Earth's Cry Heaven's Smile) (Santana, Coster) – 6:07 (live)
11. She's Not There (Rod Argent) – 4:09
12. Flor d'Luna (Moonflower) (Coster) – 5:01
13. Soul Sacrifice/Head, Hands & Feet (Santana, Lear) – 14:01 (live)
14. El Morocco (Coster, Santana) – 5:05
15. Transcendence (Santana) – 5:13
16. Savor/Toussaint L'Overture (Santana Band, Santana) – 12:56 (live)

Bonus track (distribuite nell'edizione CD del 2003)
1. Black Magic Woman / Gypsy Queen (singolo) (Peter Green) - 2:37
2. I'll Be Waiting (singolo) (Santana) – 3:12
3. She's Not There (singolo) (Rod Argent) – 3:19

## Formazione
La formazione è tratta dal vinile originale pubblicato il 17/10/1977 - CBS Italia 88272
1. Carlos Santana - Guitar, Congas, Timbales, Percussion, Background Vocals
2. Tom Coster -  Keyboards
3. Graham Lear - Drums, Percussion, Background Vocals
4. Raul Rekow - Congas, Bongos, Surdo, Cow Bell, Percussion, Background Vocals
5. Greg Walker - Lead Vocals on All Tracks, Background Vocals
6. David Margen -  Fender Bass: Side One, tracks 1,2 & 7, Side Two, Tracks 2,3,4 & 5, Side Three, Track 3, Side Four, Track 1 & 2
7. Pete Escovedo - Timbales, Guiro, Maracas: Side One, Track 7, Side Two, Track One, Side Three, Tracks 1 & 2
8. Jose "Chepito" Areas - Timbales, Congas, Bell Tree: Side One, Tracks 3, 4 & 5, Side Two, Tracks 2, 3, 4 & 5, Side Three, track 3; Side Four, Tracks 3 & 4
9. Pablo Tellez - Fender Bass: Side One, Tracks 3, 4, 5 & 6, Side Two, Tracks 2, 3, 4 & 5, Side Three, Track 3, Side Four Track 3 & 4